# Цюрупа, Эсфирь Яковлевна
Эсфирь Яковлевна Цюрупа (29 марта 1911, Москва — 1987, там же) — советская детская писательница, драматург.
Награждена медалями. Лауреат конкурса Министерства просвещения РСФСР на лучшую книгу для детей (1961). Член Союза писателей СССР (1948).
Похоронена на Новодевичьем кладбище (Колумбарий, секция 6).

## Семья
Была замужем за журналистом Всеволодом Александровичем Цюрупой (1912—1982), сыном А. Д. Цюрупы.
Сын — Юрий Павлович Платонов (1929—2016, Москва), архитектор.
Внучка — Мария Юрьевна Платонова (1956-1983) - архитектор
Правнучка — Варвара Павловна Андреева-Платонова (род. 1979) - архитектор
Праправнук — Петр Павлович Гончаров (род. 2002)
Праправнучка — Арина Павловна Гончарова (род. 2005)
Праправнук — Андрей Павлович Гончаров (род. 2012)

## Сочинения

### Проза
- Константин Александрович Зубов. М., 1953
- У кольца нет конца: Повесть. М., 1958
- Олешек: Повесть. М., 1960
- Ты слышишь меня: Повесть. М., 1960
- Дед Илья и внук Илья: Повесть. М., 1962
- Умеешь ли ты читать? М., 1963
- Доброе утро, мальчишки. М., 1964
- Жил-был Пышта. М., 1966
- Умеешь ли ты читать? : книга о книгах и людях, их написавших / Цюрупа, Эсфирь Яковлевна, Автор (Author); Афанасьева, Ю. Н., Редактор (Editor); Скакальский, Ефим, Художник (Artist). - 2-е издание, дополненное и переработанное. - Москва : Советская Россия, 1967. - 335, [1] с.: ил.; 22 см. - (Узнай о мире и о человеке). — 50 000 экземпляров. — (в переплёте)
- С правдой вдвоем. / Цюрупа, Эсфирь Яковлевна, Автор (Author); Афанасьева, Ю. Н., Редактор (Editor); Старосельский И.И., Художник (Artist). — Москва: Советская Россия, 1972. — 234, — (Узнай о мире и о человеке). — 50 000 экземпляров. — (в переплёте)
- Теплый берег: Повесть. М., 1976
- Бессмертие Дон Кихота. М., 1977
- Улица Зелёная. М., 1978 Повесть. Художник П.П. Алексеев / Переиздание Москва, Детская литература 2017, тираж 3000.
- Вот такие приключения: Повести. М., 1982
- Доброе утро, мальчишки!: Повесть. Кишинёв, 1986
- Друзья мои мальчишки: Повести. М., 1987
- А у нас во дворе…: Повесть. М., 1988

### Пьесы
- «Хлеб военный»
- «Горячих дел мастер»
- «Жена»
- «Романтики»

## Постановки
- 1952 — «Романтики» (латыш. «Romantiķi») был поставлен Рижским ТЮЗом на латышском языке